# Landtagswahl in Sachsen-Anhalt 1946
- SED: 51
- VdgB: 2
- LDP: 32
- CDU: 24

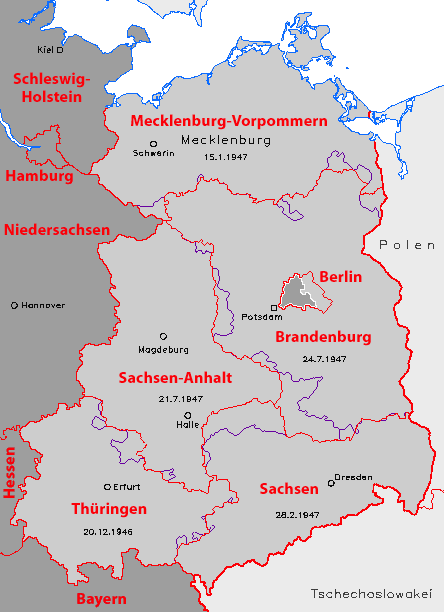
Die Provinz Sachsen (Sachsen-Anhalt) und die übrigen ostdeutschen Länder mit dem Gebietsstand nach 1945 und vor ihrer Auflösung 1952, sowie der heutige Gebietsstand nach der Neugründung im Jahr 1990 (rot).

Flagge der preußischen Provinz Sachsen

Die Landtagswahl in Sachsen-Anhalt 1946 war eine Wahl zum Landtag von Sachsen-Anhalt, die am 20. Oktober 1946 stattfand. 
Parallel hierzu fanden auch in den anderen Ländern der Sowjetischen Besatzungszone (SBZ) erste Landtagswahlen nach dem Krieg statt. Die Wahlen waren bis 1990 die einzigen Landtagswahlen im östlichen Teil Deutschlands, die in größerem Umfang demokratischen Regeln folgten. Die Sozialistische Einheitspartei Deutschlands (SED) verfehlte, trotz erheblicher Unterstützung der sowjetischen Besatzungsbehörden, in Sachsen-Anhalt die absolute Mehrheit. Mit Erhard Hübener stellte im Ergebnis der Wahl dann auch die Liberaldemokratische Partei (LDP) den Ministerpräsidenten.

## Ausgangslage
Die sowjetische Besatzungsmacht hatte am 17. Juli 1945 die Provinz Sachsen eingerichtet, die neben großen Teilen der ehemaligen preußischen Provinz Sachsen auch die ehemaligen Gebiete des Landes Anhalt sowie verschiedene ehemalige braunschweigische bzw. thüringische Exklaven umfasste. Trotz der Bezeichnung Provinz, die zum einen eine Unterscheidung zum Land Sachsen bildete und letztlich auf das formal noch bestehende Land Preußen verwies, entsprach der Status dem der anderen, zum Teil ebenfalls neu gegliederten deutschen Länder. Später erfolgte die Umbenennung in Sachsen-Anhalt. Die Besatzungsmacht hatte für die Provinz ein Präsidium eingesetzt. Als Präsident wurde Erhard Hübener, in der Zeit vor 1933 Mitglied der Deutschen Demokratischen Partei (DDP) und ehemals Landeshauptmann der preußischen Provinz Sachsen, bestimmt. Nach der Zulassung der LDP wurde Hübener Mitglied dieser Partei. Als Vorparlament wurde ein Ernannter Landtag, die Beratende Versammlung Sachsen-Anhalt ins Leben gerufen. Diese trat lediglich zwei Mal zusammen und erzielte keine Wirkung.
Die Situation im Land war durch das Ende des Nationalsozialismus und die Folgen des Zweiten Weltkriegs geprägt, dessen Kampfhandlungen im Landesgebiet bis in den Mai 1945 angehalten hatten. Städte und Infrastruktur wiesen starke Zerstörungen auf. Die Versorgung der Bevölkerung mit lebensnotwendigen Gütern und der erforderliche Wiederaufbau stellten zentrale Problemfelder dar. Die Einwohnerzahl des Landes war vor allem durch Flüchtlinge und Vertriebene stark angestiegen.
Anders als in den westdeutschen Bundesländern bestand in Sachsen-Anhalt mit der Sowjetunion eine Besatzungsmacht, deren eigener Staatsaufbau nicht demokratischen Regeln folgte, sondern ein diktatorisches System darstellte, wobei der Kommunismus als ideologische Grundlage diente und auch in der SBZ durchgesetzt werden sollte. Zugleich versicherten die sowjetische Seite und auch Vertreter der KPD, eine demokratische Entwicklung anzustreben. Darüber hinaus gingen viele Menschen davon aus, dass die Besatzungsmächte in einiger Zeit wieder abziehen würden, was neue Gestaltungsräume, auch jenseits der sowjetischen Position, eröffnen würde. Die Landtagswahl fand in diesem Spannungsverhältnis zwischen Aufbau einer Demokratie und dem Aufbau einer kommunistisch regierten Volksrepublik statt.
Im Vorfeld der Landtagswahl fanden am 8. September 1946 die Kommunalwahlen in den Gemeinden des Landes statt. Die SED hatte hierbei 59,7 % der Stimmen erzielt und konnte damit 78,6 % der Sitze in den Gemeinderäten besätzen. Deutlich abgeschlagen folgten LDP und CDU. Allerdings war das Antreten von LDP und CDU in vielen Gemeinden unter formalen Gesichtspunkten durch sowjetische Militärbehörden verhindert worden, da gefordert wurde, dass die die Listen aufstellenden Parteien jeweils eigene Ortsgruppen haben mussten. Im Gegensatz zur schon gut organisierten SED fehlten LDP und CDU in vielen Gemeinden solche Gruppen. In den kreisfreien Städten erzielte die SED schwächere Ergebnisse und wurde zum Teil nicht stärkste Partei. Auch in der damaligen Landeshauptstadt Halle (Saale) blieb die SED mit nur 40,8 % deutlich hinter ihren Erwartungen zurück.
Parallel zur Landtagswahl fanden auch die Wahlen zu den Kreistagen statt. In einigen Kreisen ließen die örtlichen sowjetischen Kommandanten LDP und CDU nicht zur Wahl zu, so dass die Kreistagswahl in mehreren Kreisen nicht demokratischen Grundsätzen entsprach.

## Parteien und Kandidaten

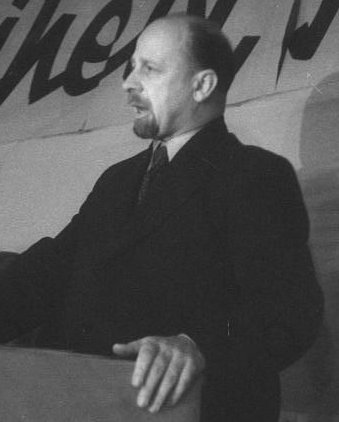
Walter Ulbricht (SED), 1946

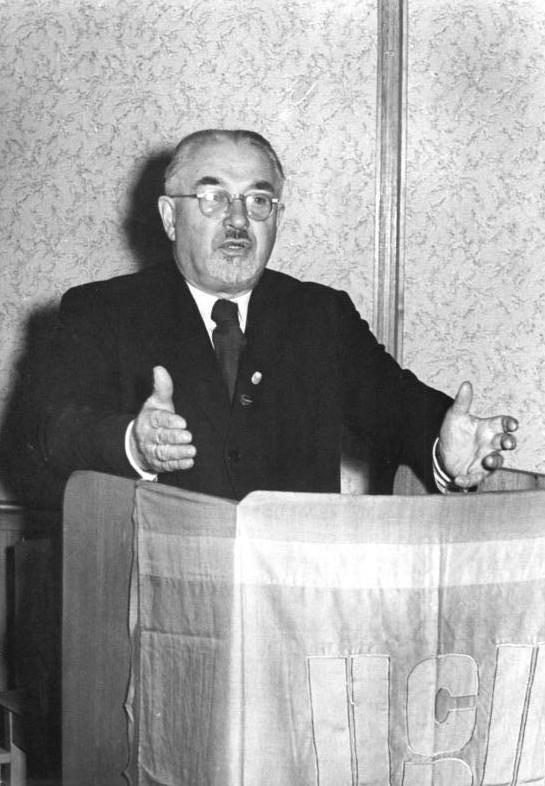
Otto Nuschke (CDU), 1951

Carl Delius (LDP) in jungen Jahren, vor 1920

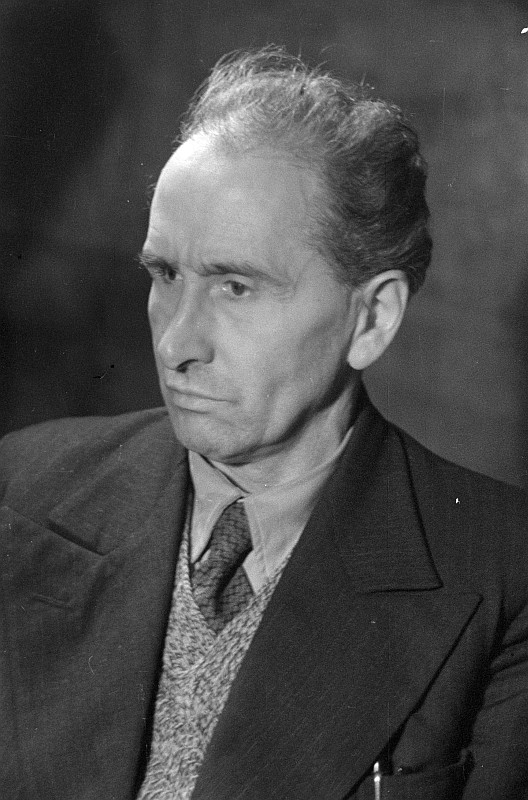
Bernard Koenen (SED), 1946

Vor dem Hintergrund der sowjetischen Zielsetzungen war es in der sowjetischen Besatzungszone 1946 zur Zwangsvereinigung von SPD und KPD zur SED gekommen. Die SED trat in Sachsen-Anhalt somit an die Stelle der traditionsreichen Parteien SPD und KPD, wobei sie sich programmatisch deutlich an der Ideologie sowjetischer Prägung orientierte. Auf der sogenannten bürgerlichen Seite waren die LDP und die CDU zugelassen worden. LDP und CDU waren eher westlich orientiert und standen einer kommunistischen Entwicklung nach sowjetischem Vorbild ablehnend gegenüber. Als vierte Gruppierung trat die Vereinigung der gegenseitigen Bauernhilfe (VdgB) an, die jedoch maßgeblich von Mitgliedern der SED geführt wurde. Spitzenkandidat des VdgB war Otto Körting, ein bekanntes Mitglied der SED-Provinzorganisation, der der Landwirtschaft verbunden war. Ziel der SED war es, mit Hilfe des VdgB auch in bäuerlichen Kreisen erfolgreich zu sein und dort LDP und CDU entgegenzuwirken.
Besonders prominente Kandidaten der SED waren Walter Ulbricht und Käthe Kern, die jeweils ihre Wahlbezirkswahllisten anführten. Darüber hinaus sind auch die SED-Provinzvorsitzenden Bruno Böttge und Bernard Koenen zu nennen. Für die CDU traten mit Otto Nuschke und Leo Herwegen ebenfalls bekannte Politikerpersönlichkeiten an. Spitzenkandidat der LDP war Carl Delius, der noch aus der Zeit der Weimarer Republik reichsweit als liberaler Politiker bekannt war.

## Wahlrecht
Es wurde nach einem Verhältniswahlrecht gewählt, sodass die Zusammensetzung des Landtages die bei der Wahl erzielten Anteile der Parteien abbildete. Das Land war in neun Wahlbezirke eingeteilt. Die Einteilung ging auf einen Beschluss des Sekretariats des Provinzialvorstandes der SED zurück, der vom Präsidium der staatlichen Provinz bestätigt wurde. Für jeden dieser Bezirke stellten die Parteien eigene Listen auf. Darüber hinaus stellte jede Partei auch eine einheitliche Landesliste auf, über die die überzähligen Stimmen, die bei den Direktwahlen der Wahlkreislisten entstanden, ausgeglichen worden. Eine Sperrklausel gab es nicht. Es waren 110 Landtagsmandate zu vergeben.
| Nr. | Wahlbezirkname                                                                | Abgeordnete |
| --- | ----------------------------------------------------------------------------- | ----------- |
| 1   | Jerichow II, Salzwedel, Osterburg, Stendal, Gardelegen                        | 10          |
| 2   | Burg, Magdeburg, Schönebeck, Jerichow I, Wolmirstedt, Haldensleben, Wanzleben | 16          |
| 3   | Oschersleben, Wernigerode, Blankenburg, Halberstadt                           | 6           |
| 4   | Aschersleben, Bernburg, Quedlinburg                                           | 7           |
| 5   | Dessau, Köthen, Zerbst, Calbe                                                 | 11          |
| 6   | Liebenwerda, Schweinitz, Torgau                                               | 5           |
| 7   | Bitterfeld, Delitzsch, Wittenberg                                             | 8           |
| 8   | Halle (Saale), Merseburg, Naumburg, Zeitz, Weißenfels                         | 21          |
| 9   | Eisleben, Mansfeld, Querfurt, Eckartsberga                                    | 12          |

Die Listen mussten eingereicht und genehmigt werden. Neben einer Einverständniserklärung mussten die jeweiligen Kandidaten auch eine Wählbarkeitsbescheinigung vorlegen, die sie als nicht nationalsozialistisch belastet auswies. Es konnten auch Personen aus der Parteiführung in der sowjetischen Besatzungszone der jeweiligen Partei nominiert werden. So konnten auch Ulbricht und Nuschke in Sachsen-Anhalt kandidieren.
Personen, die als ehemals aktive Nationalsozialisten eingestuft wurden, waren auch von der Ausübung des aktiven Wahlrechts ausgeschlossen. Dies betraf landesweit 12.899 Personen.
Wahlleiter war der Vizepräsident der Provinz, Robert Siewert (SED). Präsident und Vizepräsidenten der Provinz waren nicht berechtigt, für den Landtag zu kandidieren.

## Wahlkampf
Gegenüber den Kommunalwahlen war es LDP und CDU gelungen, funktionierende Parteiorganisationen aufzubauen. Die gezielten Benachteiligungen, die sich aus der Nichtzulassung von Listen auf Gemeindeebene ergeben hatten, gab es in dieser Form nun auf Landesebene nicht. Alle vier kandidierenden Gruppierungen waren landesweit wählbar. Es bestanden jedoch für LDP und CDU erheblich schlechtere Bedingungen beim Zugang zu den Massenmedien. Insbesondere fehlten diesen Parteien die erforderlichen Papierzuteilungen, sodass ihre Zeitungen und Informationsmaterialien mit erheblich geringeren Auflagen erschienen. Die Tägliche Rundschau, das offizielle Organ der Sowjetischen Militäradministration, unterstützte recht deutlich die SED. Auch beim Zugang zum Rundfunk bestanden deutliche Benachteiligungen.
Die Parteien führten auch einen intensiven Plakatwahlkampf. Auch hierbei hatte die SED Vorteile. So berichtete der SED-Kreisvorstand Bernburg über die zur Verfügung stehende beachtliche Menge an Wahlkampfmaterialien. Demnach gab es 44.000 Plakate, 125.800 Flugblätter und 38.400 Broschüren.
Organe der Sowjetischen Militäradministration versuchten zum Teil, die Arbeit von LDP und CDU zu behindern. Wahlveranstaltungen wurden jeweils durch anwesende sowjetische Offiziere überwacht. Ihre Eingriffsmöglichkeiten waren jedoch begrenzt, da ihnen die Reden erst übersetzt werden mussten. Allerdings mussten Reden zum Teil vorher bei den sowjetischen Stellen zwecks Genehmigung eingereicht werden. Es kam auch zu kurz- oder längerfristigen Redeverboten gegen einzelne Personen und der Sperrung von Versammlungslokalen. Den deutschen Provinzialbehörden gelang es jedoch überwiegend, solche Eingriffe abzuweisen, sodass es letztendlich nicht zu entscheidenden Beeinträchtigungen durch die Besatzungsmacht kam. Überliefert ist ein Versuch des sowjetischen Generals und Leiters der SMAD für die Provinz Sachsen, Michail Kondratjewitsch Schljachtenko (1899–1953), beim Präsidenten Erhard Hübener (LDP) eine Einflussnahme auf den Wahlkampf Delius’ (LDP) zu erreichen. Hübener lehnte jedoch ab. Die sowjetische Seite ergriff hierzu dennoch keine weitere Maßnahmen.
Delius wandte sich in seinem Wahlkampf deutlich gegen die SED. Während einer Wahlveranstaltung am 12. Oktober 1946 in Wittenberg thematisierte er die Nähe der SED zur Besatzungsmacht und warnte vor einem Einparteiensystem. Er forderte überparteiliche Gewerkschaften, die Aufnahme ehemaliger nur nomineller Mitglieder der NSDAP in die Parteien und die Wiedereinführung von Religionsunterricht in Schulen.
Die SED verfolgte zunächst die Taktik, alle antretenden Gruppierungen als Teil eines Blocks der antifaschistischen Parteien zusammenzufassen und in ihre Politik einzubinden. Die anderen Parteien sollten so auf die Blockpolitik festgelegt und Verstöße gegen die Blockpolitik unterbunden werden können. Tatsächlich bestand zwischen den Parteien dahingehend Übereinstimmung, den Wahlkampf im Sinne des Blocks zu führen. So konnten die Parteien ihre alternativen Zielsetzungen häufig nur verklausuliert formulieren. Allerdings überschritten die Auseinandersetzungen häufiger die Grenze sachlicher Auseinandersetzung. So brachte die SED Flugblätter in Umlauf, die LDP-Politiker persönlich als Betrüger und Geschäftemacher angriffen. Mit anonymen Flugblättern wurde versucht, Tendenzen einer Selbstauflösung der LDP und den Rückzug von führenden LDP-Politikern aus der Partei darzulegen.
Auch gegenüber der CDU gab es ähnliche Angriffe. Seitens der SED wurde gegenüber der CDU die Strategie verfolgt, sie als „neue Zentrumspartei“ und damit Vertreterin des Katholizismus darzustellen, wovon man sich bei der ganz überwiegend protestantischen Bevölkerung des Landes eine Ablehnung der CDU erhoffte. Tatsächlich könnte dieser Umstand als Ursache dafür zu sehen sein, dass die Bedeutung der CDU in Sachsen-Anhalt hinter der der LDP zurückblieb. Gestärkt wurde die Position der CDU jedoch andererseits durch ihre Erfolge in den westdeutschen Zonen. Vor diesem Hintergrund sah die SED in der CDU auch ihren Hauptgegner. Seitens der SED wurde ihr vorgeworfen, letztlich die Politik Konrad Adenauers und der West-CDU zu vertreten. Die CDU bekannte sich in ihrem Wahlkampf zu einem christlichen Sozialismus, den sie im Widerspruch zum marxistischen Sozialismus sah. Besondere Bedeutung im CDU-Wahlkampf hatte die Frage des Religionsunterrichtes, den die CDU weiterhin in der Schule verwurzelt sehen wollte.
Auch gegen die SED gab es anonyme Flugblätter. Unter anderem wurde ihr darin vorgeworfen, am Verschwinden von Menschen, darunter Kindern, Verantwortung zu tragen. Weitere Vorwürfe lauteten, sie würde die Demontagen im Zuge der Reparationen billigen, die Funktionäre hätten Privilegien, sie sei gegen die Pressefreiheit und strebe eine Diktatur an.
Der Anteil der Vertriebenen an den Wahlberechtigten umfasste mehr als ein Viertel. Die SED sah sich daher veranlasst, ihre bisherige Position zur schon bei der allgemeinen Bevölkerung, jedoch naturgemäß vor allem bei den Vertriebenen, auf Widerstand treffenden Unterstützung der Abtrennung der deutschen Ostgebiete in Frage zu stellen. So hatte die SED sich über Max Fechner öffentlich dahingehend positioniert, gegen eine Verkleinerung Deutschlands zu sein, diese Frage jedoch erst mit einem Friedensvertrag regeln zu wollen. Ein erkennbarer Vorteil erwuchs ihr hieraus jedoch nicht. Später rückte die SED von dieser Position wieder ab.
Der Wahlgang selbst verlief ohne nennenswerte Zwischenfälle, wobei die SED jedoch noch am Wahltag erheblich mobilisierte. Die Wahl ermöglichte den Wählern tatsächlich, ohne Angst vor persönlichen Gefahren, sich zwischen den unterschiedlichen Listen und den, trotz der Einschränkungen im Wahlkampf deutlich gewordenen unterschiedlichen Auffassungen zu entscheiden. In den internen Einschätzungen der Parteien wird jedoch auch von Stimmungen unter den Wählern berichtet, ein für die sowjetische Besatzungsmacht ungünstiger Wahlausgang könnte dazu führen, dass diese der Bevölkerung mit Gewalt beibringe, was [sie] von ihr erwarte.
Trotz aller Einschränkungen wird die Landtagswahl jedoch im Kern als demokratische Wahl betrachtet.

## Wahlergebnis
| Wahlberechtigte   | Wahlberechtigte   | 2.700.633 |
| Wahlbeteiligung   | Wahlbeteiligung   | 2.473.184 |
| Wahlbeteiligung   | Wahlbeteiligung   | 91,6 %    |
| Ungültige Stimmen | Ungültige Stimmen | 142.673   |
| SED               | Stimmen           | 1.068.703 |
| SED               | Anteil            | 45,8 %    |
| SED               | Sitze             | 51        |
| LDP               | Stimmen           | 696.669   |
| LDP               | Anteil            | 29,9 %    |
| LDP               | Sitze             | 32        |
| CDU               | Stimmen           | 507.765   |
| CDU               | Anteil            | 21,8 %    |
| CDU               | Sitze             | 24        |
| VdgB              | Stimmen           | 57.374    |
| VdgB              | Anteil            | 2,5 %     |
| VdgB              | Sitze             | 2         |

Im Ergebnis der Wahl wurde die SED deutlich stärkste Partei, verpasste jedoch ebenfalls klar die absolute Mehrheit. Die LDP, als zweitstärkste Partei, stellte dann, eine Allparteienregierung anführend, den Ministerpräsidenten. Die CDU wurde drittstärkste Kraft. Die VdgB blieb bei der Wahl ohne größere Bedeutung. Die beiden VdgB-Mandatsträger gehörten von Anfang an zur SED-Fraktion.
Von den 110 Sitzen konnten jedoch nur 109 besetzt werden. Die LDP hatte nicht damit gerechnet, dass für ihre Provinzliste in größerem Umfang Mandate entstehen könnten. So hatte man auf die Provinzliste nur vier Personen gesetzt. Tatsächlich standen dieser Liste jedoch fünf Mandate zu. Versuche, stattdessen einen Kandidaten aus den Wahlbezirkslisten einziehen zu lassen, wurden seitens der Sowjetischen Militäradministration mit Verweis auf die Wahlordnung abgelehnt.
Für die gewählten Abgeordneten siehe die Liste der Mitglieder des Landtages Sachsen-Anhalt (1946–1952, 1. Wahlperiode).
Das Wahlergebnis nach Wahlbezirken betrug:
| Wahlbezirk | Ergebnisse      | Ergebnisse | Ergebnisse      | Ergebnisse      | Ergebnisse |
| 1          | Wahlberechtigte | Wähler     | Wahlbeteiligung | gültige Stimmen |            |
| ---------- | --------------- | ---------- | --------------- | --------------- | ---------- |
| 1          | 301.179         | 267.247    | 88,7 %          | 251.825         |            |
| 1          | Partei          | Stimmen    | Prozent         | Mandate         |            |
| 1          | SED             | 98.607     | 39,2 %          | 5               |            |
| 1          | LDP             | 82.861     | 32,9 %          | 3               |            |
| 1          | CDU             | 61.474     | 24,4 %          | 2               |            |
| 1          | VdgB            | 8.883      | 3,5 %           | 0               |            |
| 2          | Wahlberechtigte | Wähler     | Wahlbeteiligung | gültige Stimmen |            |
| 2          | 436.899         | 394.212    | 90,2 %          | 371.209         |            |
| 2          | Partei          | Stimmen    | Prozent         | Mandate         |            |
| 2          | SED             | 192.051    | 51,7 %          | 9               |            |
| 2          | LDP             | 93.064     | 25,1 %          | 4               |            |
| 2          | CDU             | 80.096     | 21,6 %          | 3               |            |
| 2          | VdgB            | 5.998      | 1,6 %           | 0               |            |
| 3          | Wahlberechtigte | Wähler     | Wahlbeteiligung | gültige Stimmen |            |
| 3          | 186.404         | 165.639    | 96,9 %          | 154.759         |            |
| 3          | Partei          | Stimmen    | Prozent         | Mandate         |            |
| 3          | SED             | 70.858     | 45,8 %          | 3               |            |
| 3          | LDP             | 44.072     | 29,5 %          | 2               |            |
| 3          | CDU             | 35.522     | 22,9 %          | 1               |            |
| 3          | VdgB            | 4.307      | 2,8 %           | 0               |            |
| 4          | Wahlberechtigte | Wähler     | Wahlbeteiligung | gültige Stimmen |            |
| 4          | 200.559         | 181.380    | 90,4 %          | 172.690         |            |
| 4          | Partei          | Stimmen    | Prozent         | Mandate         |            |
| 4          | SED             | 84.457     | 48,9 %          | 4               |            |
| 4          | LDP             | 52.270     | 30,3 %          | 2               |            |
| 4          | CDU             | 32.423     | 18,8 %          | 1               |            |
| 4          | VdgB            | 3.540      | 2,0 %           | 0               |            |
| 5          | Wahlberechtigte | Wähler     | Wahlbeteiligung | gültige Stimmen |            |
| 5          | 286.336         | 265.751    | 92,8 %          | 251.251         |            |
| 5          | Partei          | Stimmen    | Prozent         | Mandate         |            |
| 5          | SED             | 121.601    | 48,4 %          | 6               |            |
| 5          | LDP             | 77.750     | 30,9 %          | 3               |            |
| 5          | CDU             | 46.180     | 18,4 %          | 2               |            |
| 5          | VdgB            | 5.720      | 2,3 %           | 0               |            |
| 6          | Wahlberechtigte | Wähler     | Wahlbeteiligung | gültige Stimmen |            |
| 6          | 160.416         | 151.185    | 94,2 %          | 142.309         |            |
| 6          | Partei          | Stimmen    | Prozent         | Mandate         |            |
| 6          | SED             | 55.166     | 38,8 %          | 2               |            |
| 6          | LDP             | 37.879     | 26,6 %          | 1               |            |
| 6          | CDU             | 43.429     | 30,5 %          | 1               |            |
| 6          | VdgB            | 5.835      | 4,1 %           | 0               |            |
| 7          | Wahlberechtigte | Wähler     | Wahlbeteiligung | gültige Stimmen |            |
| 7          | 261.041         | 243.628    | 93,3 %          | 226.204         |            |
| 7          | Partei          | Stimmen    | Prozent         | Mandate         |            |
| 7          | SED             | 97.134     | 42,9 %          | 4               |            |
| 7          | LDP             | 60.854     | 26,9 %          | 2               |            |
| 7          | CDU             | 60.837     | 26,9 %          | 2               |            |
| 7          | VdgB            | 7.379      | 3,3 %           | 0               |            |
| 8          | Wahlberechtigte | Wähler     | Wahlbeteiligung | gültige Stimmen |            |
| 8          | 553.853         | 511.001    | 92,3 %          | 484.697         |            |
| 8          | Partei          | Stimmen    | Prozent         | Mandate         |            |
| 8          | SED             | 225.654    | 46,5 %          | 10              |            |
| 8          | LDP             | 150.559    | 31,1 %          | 7               |            |
| 8          | CDU             | 101.502    | 21 %            | 4               |            |
| 8          | VdgB            | 6.942      | 1,4 %           | 0               |            |
| 9          | Wahlberechtigte | Wähler     | Wahlbeteiligung | gültige Stimmen |            |
| 9          | 313.946         | 293.141    | 93,4 %          | 275.567         |            |
| 9          | Partei          | Stimmen    | Prozent         | Mandate         |            |
| 9          | SED             | 123.175    | 44,7 %          | 6               |            |
| 9          | LDP             | 97.320     | 35,3 %          | 4               |            |
| 9          | CDU             | 46.302     | 16,8 %          | 2               |            |
| 9          | VdgB            | 8.770      | 3,2 %           | 0               |            |

Ein Kuriosum stellte der Umstand dar, dass der CDU-Politiker Otto Nuschke sowohl in den Landtag der Provinz Sachsen als auch in den Landtag der benachbarten Provinz Brandenburg gewählt worden war.
Bei der Wahlauswertung war festzustellen, dass das Wahlverhalten von Frauen und Männern teilweise erheblich voneinander abwich. Frauen wählten deutlich stärker LDP und CDU, Männer stärker SED. Die SED erwies sich in ländlichen Regionen stärker als in den Städten. Für die SED besonders gravierend war das Ergebnis in Halle, wo sie hinter der LDP nur auf den zweiten Platz kam. Auffällig war ein eher schwaches Abschneiden der SED in alten KPD-Hochburgen, während sie in Gebieten, die in der Zeit der Weimarer Republik starke SPD-Anteile hatten, beispielsweise der Magdeburger Börde, eher gut abschnitt. Möglicherweise orientierte sich dort ein erheblicher Teil der SED-Wählerschaft am SPD-Anteil der Partei. In Eisleben erzielte die LDP sogar die absolute Mehrheit. In den Landkreisen wurde sie, abgesehen vom Landkreis Eckartsberga, jeweils stärkste Partei.
Die Hochburgen der LDP lagen im Süden des Landes, im Harz und in der Altmark im Norden. Die CDU schnitt vor allem in Wittenberg und Naumburg gut ab. Auch in der Altmark, dem Jerichower Land und dem Landkreis Liebenwerda erzielte sie hohe Ergebnisse. In der Abgrenzung zwischen LDP und CDU ergab sich ein stärkeres Abschneiden der LDP im städtischen Milieu, während die CDU eher im ländlichen Bereich vor der LDP lag.

## Auswertung innerhalb der SED
Obwohl die SED deutlich stärkste Partei geworden war, sah sie sich durch das Verfehlen der absoluten Mehrheit überraschend als Wahlverliererin. Intern wurde das Ergebnis als empfindliche Niederlage gesehen und nach den Gründen gesucht. Der SED-Provinzvorsitzende Bruno Böttge analysierte im internen Kreis das Wahlergebnis. Er sah als Ursache ein verschüttetes Klassenbewusstsein der Arbeiterschaft. Darüber hinaus sah er als Ursache jedoch auch, dass in der Öffentlichkeit der Eindruck entstanden sei, die SED strebe eine Diktatur an. Schädlich sei auch das Erscheinungsbild als Partei, die vorbehaltslos die sowjetische Besatzungsmacht unterstützt. Böttge forderte positive Veränderung bei den Reparationslieferungen. Böttge stellte auch fest, dass die innere Einheit der Partei zwischen SPD und KPD noch nicht erreicht sei. Er beklagte die Zurückdrängung ehemaliger SPD-Mitglieder. Böttge kritisierte unerfüllbare SED-Wahlversprechen bezüglich der Ernährungslage. Walter Ulbricht zog gänzlich andere Schlussfolgerungen aus dem Ergebnis. Er kritisierte strategische Fehler der SED-Provinzorganisation und beklagte, dass CDU und LDP nicht hart genug bekämpft worden seien. Weite Teile der Bevölkerung, vor allem Bauern, Jugend, Intelligenz und Mittelstand habe man nicht ausreichend erreicht. Auf die Forderungen nach mehr innerparteilicher Demokratie und einer anderen Besatzungspolitik ging er nicht ein. Ulbricht befürwortete ein Konzept der Dominanz der SED, die eine führende Rolle innerhalb eines festen Blocks der Parteien und Massenorganisationen einnehmen müsse. Dieser Standpunkt Ulbrichts bildete dann auch die offizielle Bewertung der SED-Provinzleitung und letztlich die weitere SED-Politik insgesamt. Bruno Böttge wurde Landtagspräsident des neu gewählten Landtages und damit aus der SED-Führung verdrängt.
Bis 1990 gab es in der Sowjetischen Besatzungszone bzw. der DDR keine weitere Wahl, die demokratischen Kriterien entsprochen hätte. Die für 1949 von der SED versprochenen Wahlen fanden nicht statt. Die Landtagswahl in Sachsen-Anhalt 1950 fand mit Einheitslisten statt und war eine Scheinwahl.